# 김두철 (지리학자)
김두철(金枓哲, 1964년~)은 대한민국의 지리학자이다.오카야마 대학의 교수이며 주 연구 분야는 농촌지리학, 환경지리학이며, 한국과 베트남을 대상으로 주로 이루어진다.